# Église Notre-Dame-de-Grâce de Quinchao
Pour les articles homonymes, voir Notre-Dame-de-Grâce (homonymie).
L'église Notre-Dame-de-Grâce de Quinchao est une église catholique romaine située dans la commune de Quinchao, archipel de Chiloé au Chili.

## Dédicace
L'église est dédiée à Notre Dame de Grâce. En espagnol, elle s'intitule iglesia Nuestra Señora de Gracia.

## Caractéristiques
L'église est construite au hameau de Quinchao,.
L'édifice est une construction en bois.

## Historique
L'église est classée comme monument national en 1999. Elle est répertoriée sur la liste des édifices en danger du Fonds mondial pour les monuments en 1996.
En 2000, avec 15 autres églises de l'archipel, l'église est inscrite au Patrimoine mondial par l'UNESCO.

### articles connexes
- Églises de Chiloé
- Liste de l'observatoire mondial des monuments (1996)